# Rautujärvi (sjö i Finland, Lappland, lat 69,57, long 28,57)
Rautujärvi är en sjö i Finland. Den ligger i kommunen Enare i landskapet Lappland, i den norra delen av landet, 1 100 km norr om huvudstaden Helsingfors. Rautujärvi ligger 138 meter över havet. Arean är 1,71 kvadratkilometer och strandlinjen är 13,84 kilometer lång. Sjön  ingår i Neidenälvens huvudavrinningsområde. 